# 夢はひとりみるものじゃない
「夢はひとりみるものじゃない」（ゆめはひとりみるものじゃない）は、声優の國府田マリ子が出した4枚目のシングルである（8cmシングル）。品番はKIDA-7612。

## 収録曲
1. 夢はひとりみるものじゃない
  - 作詞：國府田マリ子、作曲：松原みき、編曲：十川知司
  - フジテレビ系『猛烈アジア太郎』エンディングテーマ
  - アルバム『なんでだってば!?』には中村修司編曲で、中村のエレキギターをバックに弾き語り調に歌われた短いアルバムバージョンで収録されており、シングルバージョンはベストアルバム『My Best Friend』にしか収録されていなかった。しかし、2011年6月8日発売の『國府田マリ子 パーフェクト・ベスト』に収録されて容易に聴くことが可能になる。
2. 終わらないアンコール
  - 作詞：國府田マリ子、作曲・編曲：南明男
  - 曲名は、コンサートツアーのタイトルにもなった。作曲と編曲担当の南明男は、國府田のライブでのバックバンド「MARIKO BAND」のメンバーである。
3. 夢はひとりみるものじゃない（オリジナル・カラオケ）

## 備考
國府田が書いた同じタイトルの自伝が、ソニー・マガジンズから出版された。